# Cruel Youth
Cruel Youth ist eine Band um die Sängerin Teddy Sinclair, die vorher als Natalia Kills zwei Studioalben veröffentlicht hat. Im Jahr 2016 gründete Sinclair die Band mit ihrem Ehemann Willy Moon. Weitere Mitglieder sind Lucy Graves und Lauren Stockner.

## Geschichte
Sinclair gründete zusammen mit ihrem Ehemann Willy Moon im Februar 2016 die Band Cruel Youth. Der erste Song Mr. Watson wurde auf Soundcloud im gleichen Monat veröffentlicht. Die erste offizielle Single Diamond Days wurde am 15. April veröffentlicht. Am 20. Mai 2016 wurde Mr. Watson als Single veröffentlicht, das Musikvideo zu dem Song wurde im Juni veröffentlicht und zeigt Sinclair unter anderem auf einer Kirmes. Es wurde angekündigt, dass die Band später im Jahr ihre erste EP veröffentlichen werde. Am 7. September veröffentlichte die Band den Song Hatefuck und kündigte ihre erste EP +30mg für den 16. September 2016 an. Die EP beinhaltet die drei vorherigen Singles und vier bisher unveröffentlichte Songs.
Am 16. November 2018 erschien mit Devil in Paradise die erste Single seit über zwei Jahren. Die Single Portrait of a Female erschien am 14. Dezember 2018.

## Diskografie

### EPs
- 2016: +30mg

### Lieder
Singles
- 2016: Diamond Days
- 2016: Mr. Watson
- 2016: Hatefuck
- 2018: Devil in Paradise
- 2018: Portrait of a Female
- 2022: Mr. Badman

Gastbeiträge
- 2017: Hush (HOLYWATER feat. Cruel Youth)
- 2017: Part VII (Prequell feat. Cruel Youth)
- 2019: Black River (Godfather of Harlem feat. Cruel Youth)